# Râul Horoghiuca
Râul Horoghiuca este un curs de apă, afluent al râului Miletin. 